# Иван Саръилиев
Иван Вельов Саръилиев (р. 1 юни 1887 г. – п. 23 май 1969 г.) е български философ, ректор на Софийския университет (1946).

## Биография
През 1905 г. Иван Саръилиев завършва с пълно отличие класическия отдел на Първа мъжка гимназия. Спечелва стипендия за обучение по романска филология и от есента на същата година е студент в Сорбоната. Анри Бергсон по това време чете лекции в Колеж дьо Франс, които Саръилиев посещава и, впечатлен от тях, се преориентира към специалност "философия". През 1909 г. Иван Саръилиев се дипломира в Сорбоната, но подава молба за удължаване на стипендията му  с една година и заминава за Оксфорд, където установява контакт с Фердинанд Шилър, Хастингс Рашдал, Джон Кук Уилсон, и задълбочавa познанията си за прагматизма.
След едногодишния си престой в Оксфорд Саръилиев се връща в София, където няколко години преподава логика и етика в Първа мъжка гимназия.
Между 1916 и 1918 г. е аташе по печата, първо в Германия, после в Швейцария.
Повече от тридесет години (1919 – 1950 г.) Иван Саръилиев е преподавател в Софийския университет. Води и цели курсове върху отделни философи, например Имануел Кант, Бъркли, Бергсон.
Иван Саръилиев има две по-големи специализации – през 1924 – 25 г. в Англия и през 1931 – 33 г. със стипендия от Рокфелеровата фондация – в САЩ. Посещава „големите американски университети“ – Харвард, Йейл, Принстън, Корнел, Калифорнийския университет, – и изпраща за в. „Мир“ обширни текстове, в които запознава българския читател с тяхната история и организация на работа. 
През 1935 г. Саръилиев основава Философския клуб в София и става негов председател. В клуба членуват най-изтъкнатите български учени, които изнасят лекции на актуални философски теми пред широката аудитория. Дейността на клуба продължава до 1944 г.
Иван Саръилиев е канен и взема участие във всички големи международни конференции и конгреси по философия. Член е и на българската правителствена делегация в Румъния през 1943 г., чиято цел е установяване на по-близки културни връзки между двете страни.
Три пъти е избиран за декан на Историко-Филологическия факултет на Софийския университет, а след 1936 г. завежда катедрата по История на философията.
Установяването на комунистическия режим в България слага принудителен край на кариерата на проф. Иван Саръилиев. За новата власт той е буржоазен философ, представител на западните капиталистически учения бергсонизъм и прагматизъм, и затова трябва да бъде отстранен. През юни 1946 г. проф. Иван Саръилиев е избран за ректор на Софийския университет, но само няколко месеца по-късно, през декември същата година, е принуден от властта да напусне тази длъжност. През 1950 г., след няколко неуспешни опита да пречупят волята на Саръилиев и да го „приобщят“ към идеите марксизма-ленинизма, комунистите го принуждават да подаде оставка и като професор. Забранено му е да преподава, да публикува, а достъпът до книгите му в обществените библиотеки е ограничен. Трудовете му на практика са недостъпни за аудиторията. Дори и студентите му не могат да се срещат с него. Остатъка от живота си Иван Саръилиев прекарва в пълна изолация и забрава.

## Творчество
Творчеството на Иван Саръилиев се оформя първоначално под изключителното влияние на Бергсон. Първите две книги, които публикува, Родовите идеи и За Волята черпят вдъхновение от лекциите, които е слушал в Париж и подробните бележки, които си е водил тогава. Преди това е превел и издал със свой предговор Трактат за Принципите на човешкото познание от Джордж Бъркли, предмет на други бергсонови лекции.  Полемиката му с Димитър Михалчев е оставила трайни следи с издаването на брошурата Съвременната наука и религията (1931). През 30-те интересът на Саръилиев към прагматизма се задълбочава и той публикува един обзор, Прагматизъм (1938), който е между най-ранните по тази тема. След 1944 г. политическият режим се отнася с подозрение към него и разрешава единствено публикуването на популярна книга върху Сократ (1947). След 1991 г., когато архивът на Саръилиев е дарен на НБУ, се публикуват неиздавани ръкописи и нови издания на известните книги.

## Памет
Паметта за него се възражда благодарение на проф. Иван Младенов, който подготвя ново издание на най-важното съчинение на Саръилиев – „Прагматизмът“. Дарението на архива на проф. Саръилиев на НБУ през 1999 г. поставя и крайъгълния камък на цял архивен отдел към Библиотеката на университета. В Нов български университет на името на Саръилиев е кръстена аудитория. Осъществена е научна конференция, а през 2005 г. са разчетени и издадени негови дневници. През 2012 г. Ясен Захариев му посвещава научната биография Философия и биография. А през 2013 г. е публикувано изследването на Андрей Ташев „Прагматизмът и Иван Саръилиев“.
На проф. Иван Саръилиев по инициатива на НБУ и предложение на общинския съветник от ДСБ Вили Лилков е наименована и безименна улица в „Студентски град“ в София (Карта).